# 西波内人
西波內人（英語：Ciboney；西班牙語：Siboney） 是哥倫布到達美洲之前加勒比海大安地列斯群島的原住民。他們的名字來源於泰諾語，意思是穴居者。同時也有一些證據表明在一段時期內他們確實住在洞穴中。多年來，出現了有很多關於西波內人起源的研究，不過大多數都因證據不足而顯得薄弱。《自由喪失：加勒比土著人社會和奴隸制》一書中表明：“很多流行觀點認為西波內人是一個由南美洲進入安地列斯群島的早期農業社會，他們並不是同文化的種族，而是由數波不同的移民在一段相當長的時間內逐漸聚合而成的。”基因研究表明，南美起源說是站得住腳的，而且同時可能也有來自中美洲的可能 。
當歐洲人抵達時，西波內人已經被他們強大的泰諾人鄰居驅逐到西部的伊斯帕尼奧拉島和古巴去了。這兩座島嶼上的西波內人彼此都有著文化差異。